# Автошлях Т 2007
Автошлях Т 2007 — автомобільний шлях територіального значення в Тернопільській та Львівській областях. Проходить територією Бережанського району через села Нараїв, Шайбівка; Перемишлянського району — села Болотня, Іванівка (колишній Янчин) та з'єднується з автомобільною дорогою Т 1417 у селі Брюховичі. Загальна довжина — 17,9 (31) км.

## Стан дороги
Стан дорожнього покриття в селах Болотня, частково — Іванівка — вкрай незадовільний.
У липні 2015 року розпочали ремонт дороги.